# Microbianor
Genre
Microbianor est un genre d'araignées aranéomorphes de la famille des Salticidae.

## Distribution
Les espèces de ce genre se rencontrent en Afrique du Sud, aux Seychelles, à Madagascar, à La Réunion et à Taïwan.

## Liste des espèces
Selon World Spider Catalog (version 22.5, 04/11/2021) :
- Microbianor deltshevi Logunov, 2009
- Microbianor formosana Chen, Lin & Ueng, 2021
- Microbianor furcatus Haddad & Wesołowska, 2013
- Microbianor globosus Haddad & Wesołowska, 2011
- Microbianor golovatchi Logunov, 2000
- Microbianor madagascarensis Logunov, 2009
- Microbianor nigritarsus Logunov, 2000
- Microbianor saaristoi Logunov, 2000
- Microbianor simplex Wesołowska & Haddad, 2018

## Publication originale
- Logunov, 2000 : « A new endemic genus and three new species of the jumping spiders (Araneae: Salticidae) from the Seychelle Islands. » Cimbebasia, vol. 16 p. 261-267.